# 공성면
공성면(功城面)은 대한민국 경상북도 상주시의 면이다.

## 행정 구역
- 옥산리
- 금계리
- 장동리
- 거창리
- 영오리
- 이화리
- 산현리
- 평천리
- 무곡리
- 용안리
- 용신리
- 초오리
- 인창리
- 효곡리
- 봉산리
- 오광리
- 우하리
- 신곡리
- 도곡리

## 학교
- 옥산초등학교 (평천리)
  - 인성분교 (폐교) - 웅산로 705 (우하리)
- 공서초등학교 (폐교) - 석단로 217-16 (금계리)
  - 성문분교 (폐교) - 효곡로 418 (효곡리)
- 용운중학교 (산현리)
- 경북자연과학고등학교 (산현리)

## 역대 면장
- 1대 손원백 (미상 ~ 미상)
- 2대 이문희 (미상 ~ 미상)
- 3대 서창석 (미상 ~ 1932.4.23)
- 4대 홍승일 (1932.4.24 ~ 1932.7.26)
- 5대 석수목 (1932.7.27 ~ 1943.11.11)
- 6대 김봉구 (1943.11.12 ~ 1946.1.30)
- 7대 정기섭 (1946.1.31 ~ 1946.11.11)
- 8대 석희관 (1946.11.12 ~ 1952.4.16)
- 9대 석희관 (1952.5.5 ~ 1952.7.12)
- 10대 김덕형 (1952.7.14 ~ 1952.9.4)
- 11대 황윤건 (1952.9.19 ~ 1953.10.7)
- 12대 이경연 (1953,10.8 ~ 1956.6.25)
- 13대 문형범 (1956.8.11 ~ 1960.3.8)
- 14대 송성호 (1960.3.9 ~ 1960.11.25)
- 15대 서용수 (1960.12.30 ~ 1961.6.20)
- 16대 서동열 (1961.7.9 ~ 1971.9.30)
- 17대 엄기하 (1971.10.10 ~ 1980.4.10)
- 18대 서운석 (1980.4.11 ~ 1983.2.16)
- 19대 최창문 (1983.2.17 ~ 1986.6.27)
- 20대 최운석 (1986.7.1 ~ 1986.10.21)
- 21대 김재철 (1986.11.1 ~ 1989.12.29)
- 22대 전기엽 (1989.12.30 ~ 1991.12.31)
- 23대 김응환 (1992.1.1 ~ 1993.6.29)
- 24대 엄희용 (1993.6.30 ~ 1996.2.23)
- 25대 송석화 (1996.2.24 ~ 1997.7.10)
- 26대 엄희용 (1997.7.11 ~ 1998.2.5)
- 27대 김구상 (1998.2.6 ~ 1998.10.18)
- 28대 김동선 (1998.10.19 ~ 2000.7.23)
- 29대 천근배 (2000.7.24 ~ 2002.8.4)
- 30대 장무광 (2002.8.5 ~ 2003.8.24)
- 31대 이철우 (2003.8.25 ~ 2004.12.26)
- 32대 박성래 (2004.12.27 ~ 2006.3.7)
- 33대 신갑철 (2006.3.8 ~ 2007.2.27)
- 34대 전상호 (2007.2.28 ~ 2009.2.10)
- 35대 조병두 (2009.2.11 ~ 2010.8.15)
- 36대 성봉제 (2010.8.16 ~ 2011.1.20)
- 37대 정성호 (2011.1.21 ~ 2012.12.31)
- 38대 권영철 (2013.1.1 ~ 2015.1.14)
- 39대 황도섭 (2015.1.15 ~ 2015.12.31)
- 40대 김완수 (2016.1.1 ~ 2016.12.31)
- 41대 정봉구 (2017.1.1 ~ 2018.7.17)
- 42대 박봉구 (2018.7.18 ~ 2019.12.31)
- 43대 강주환 (2020.1.1 ~ 2022.6.30)
- 44대 김주연 (2022.7.1 ~ 2023.12.31)
- 45대 주용덕 (20241.1.1 ~ 현재)

## 사건 사고
- 상주 농약 음료수 음독 사건